# Satz (Einheit)
Mit Satz wurde ein Kohlenmaß in der Eifel bezeichnet. Dieses größere Maß wurde in Hamburg Tain, Tainde, auch Zehnt, genannt, und mit 4 Respen gleichgesetzt. Respen ist eine mundartliche Bezeichnung für Tröge. Diese dienten bei der Kohlenförderung in niedrigen Abraumstrecken dem schlittenartigen Transport oder dem Tragen  zum Wagen und waren aus Haselholz.
In einer Eisenhütte in Gemünd lässt sich der Kohlenverbrauch erahnen. In 24 Stunden waren 14 bis 15 Gichten üblich und es gab dann den Satz mit 6 Respen für eine Gicht. 9 Sätze mit 4 Respen füllten einen Wagen mit Kohlen. Angaben über Mengen oder Gewicht streuen, aber 9 Scheffel (Preußen) für 4 Respen sind nahe der Realität.
- 1 Satz = 4 Respen
- 1 Wagen = 9 Sätze = 36 Respen